# Касымова, Мушаррафа Орифджоновна
Мушаррафа Орифджоновна Касымова (тадж. Қосимова Мушаррафа Орифҷоновна; 19 декабря 1918, Самарканд — 1 апреля 2019, Душанбе, Таджикистан) — советская и таджикская актриса театра и кино, Заслуженная артистка Таджикской ССР (1974). Народный артист Таджикистана. Член Союза кинематографистов СССР (1990).

## Биография
Родилась 19 декабря 1918 года в Самарканде. Отец Мушаррафа Касымовой, Орифджон Расули, был отправлен в столицу Таджикистана Душанбе в 1924 году вместе с другими таджикскими интеллигентами. В 1930 году ее отец перевез семью из Самарканда в Душанбе.
Поступила в Ташкентское медицинское училище, но в 1937 году, после смерти отца, была вынуждена бросить учебу и вернуться домой — чтобы заботиться о братьях и сестрах.
Касымова поступила на работу в Драматический театр имени Лахути, где далее прослужила более полувека и где встретила своего будущего первого мужа, таджикского драматурга и театрального режиссера Абдулхака Усмонова (погиб под Сталинградом).
Похоронена на кладбище «Сари Осиё» в Душанбе.

## Фильмография
- 1965 — Ниссо — Гюльриз, мать Бахтиора
- 1970 — Взлётная полоса — тётушка Нигина
- 1971 — Вперед, гвардейцы! — мать тети Зарины
- 1973 — Тайна забытой переправы — мать Фатимы
- 1973 — Здравствуй, добрый человек — эпизод
- 1974 — Одной жизни мало — старуха
- 1974 — Белая дорога — эпизод
- 1975 — Семейные дела Гаюровых — эпизод
- 1975 — Вкус халвы — жена Шир-Мамеда
- 1977 — Первая любовь Насреддина — мать Насреддина (дублировала Людмила Ксенофонтова)
- 1981 — Контакт — бабушка Мавлюды (нет в титрах)
- 1986 — Миражи любви (سراب الحب) — эпизод (нет в титрах)
- 1986 — Здравствуйте, Гульнора Рахимовна! — бабушка Гульноры Рахимовны
- 1991 — Афганский излом — эпизод
- 1992 — Клевета — Салима
- 1993 — И увидел во сне
- 2009 — Суд
- 2009 — Подарок судьбы — эпизод

## Награды
- Орден «Шараф».
- Орден Трудового Красного Знамени.
- Медаль «За трудовую доблесть».
- Медаль «За доблестный труд. В ознаменование 100-летия со дня рождения Владимира Ильича Ленина».
- Медаль «Ветеран труда».
- Народная артистка Таджикистана.
- Заслуженная артистка Таджикской ССР (1974).
- Награждена Почётными грамотами Верховного Совета и Президиума Верховного Совета Таджикистана, Министерства культуры Таджикистана[1].